# The Shizit
The Shizit est un groupe de digital hardcore américain, originaire de Seattle, dans l'État de Washington. Le groupe est formé en 1999 et séparé en 2003 à la suite de divergences entre membres. Le nom du groupe revient avec la sortie d'un album homonyme en 2009, qui est peu après rebaptisé The Named.

## Biographie
Le groupe est formé en 1999 par J.P. Anderson et Brian Shrader. Leur style musical mêle des éléments de gabber, breakbeat, drum and bass, techno hardcore, punk hardcore et guitares de heavy metal, accompagnés de paroles politisées. Le groupe compte deux albums publié sur le site web MP3.com et s'étend rapidement dans la scène underground. 
En 2001, ils commencent à travailler sur un troisième album, Soundtrack for the Revolution ; l'album est publié au label indépendant canadien E115 Records, plus tard dans l'année, et quelques morceaux sur la compilation Don't Fuck With US d'Alec Empire. Le groupe rejoint aussi Alec à sa tournée européenne, puis ils ajoutent un mixeur, Jason Alberts. En 2003, le groupe annonce sa séparation à la suite de divergences entre Anderson et Shrader. Un album ultime, Remixed for the Revolution, est publié en 2004 au label D-Trash Records, dans lequel plusieurs musiciens remixent des morceaux issus de Soundtrack for the Revolution,.
Après la séparation des Shizit, Anderson se remet à son projet Rabbit Junk. Il publie aussi un album du nom de The Shizit en 2009, issu d'une brèche de contrat avec Shrader, mais peu après rebaptisé The Named.

## Membres
- J.P. Anderson – chant, guitare, programmation
- Brian Shrader – guitare, chœurs, samples

## Discographie
- 1999 : Evil Inside
- 2000 : Script Kiddie
- 2001 : Soundtrack for the Revolution (a.k.a. SoFTeR)
- 2004 : Remixed for the Revolution
- 2008 : Live at Club Spirit